# Saviana Scalfi
Saviana Scalfi (Milano, 3 ottobre 1938 – Roma, 17 novembre 2020) è stata un'attrice e regista teatrale italiana, fondatrice nel 1973, con Dacia Maraini e altre scrittrici ed attrici, del Teatro La Maddalena, il primo gruppo teatrale femminista italiano, e nel 1978 del Collettivo teatrale Isabella Morra che diresse fino al 2005.

## Biografia
Nata a Milano il 3 ottobre 1938, iniziò a prendere lezioni di recitazione all'età di dieci anni; a sedici si iscrisse all'Accademia dei Filodrammatici di Milano e l'anno successivo debuttò al Teatro Stabile di Bolzano, interpretando Regana nel Re Lear, diretto da Fantasio Piccoli. Nel 1958 fu per due stagioni con la compagnia di Elsa Merlini e Paolo Carlini, dove fu fra gli interpreti di Madame sans gêne di Sardou.
A poco più di vent'anni, nel 1960, si trasferì a New York, prima attrice italiana ammessa ai corsi di Lee Strasberg all'Actor’s Studio, che frequentò per quattro anni. Durante questo periodo, nel 1963, partecipò al Festival di Spoleto con una compagnia americana e allestì la sua prima regia teatrale, Il lamento per la morte di Ignazio di Garcia Lorca.
Tornata definitivamente in Italia nel 1965, si stabilì a Roma e partecipò ad alcuni spettacoli dell'avanguardia cittadina.
Durante un'audizione venne notata da Giorgio Strehler che la segnalò al Piccolo Teatro di Milano, dove Raffaele Maiello la scelse per l'allestimento di Unter den linden di Roberto Roversi (1967) nella parte di Eva Braun. Dal 1968 al 1970 recitò con Giorgio Strehler per tre stagioni nello storico "Gruppo Teatro Azione", interpretando I bassifondi di Maksim Gorkij e Cantata del fantoccio lusitano di Peter Weiss.
In questo contesto e nel clima più generale di affermazione del movimento femminista, iniziò a maturare consapevolezza della condizione occupata dalle donne all'interno del teatro, e a cercare testi in cui fossero protagoniste: "il problema era che non esistevano parti femminili. I personaggi femminili non avevano spessore, peso, i protagonisti erano sempre gli uomini".
Nel 1971, sensibile ai nuovi fermenti della società italiana, con Bruno Cirino e Dacia Maraini dette vita al Teatro di Centocelle, il primo teatro decentrato romano, un teatro d'impegno sociale nato con l'idea di portare gli spettacoli nei quartieri disagiati, sollecitando dibattito, coinvolgimento e riflessione. Scalfi interpreta testi inediti, come Il mutilato di Toller, Viva l'Italia e Gli anni del fascismo di Dacia Maraini.

### Teatro La Maddalena
Nel 1973 insieme ad altre scrittrici ed intellettuali fondò a Roma il Teatro La Maddalena, primo teatro femminista in Italia, in cui «ogni decisione veniva presa in assemblea: quale argomento trattare, chi avrebbe fatto una certa cosa, chi avrebbe scritto il tal pezzo». Fu protagonista dello spettacolo di inaugurazione Mara Maria Marianna, scritto da Dacia Maraini, Edith Bruck, Maricla Boggio, e dei successivi Uguaglianza e Libertà di Annabella Cerliani, e Ecce Homo di Barbara Alberti. Dopo due anni, per divergenze sorte all'interno del gruppo in merito all'importanza assegnata alle attrici non professioniste, lasciò La Maddalena.

### Collettivo Isabella Morra
Nel 1978 creò il Collettivo Isabella Morra, dal nome della poetessa del Cinquecento perseguitata e uccisa per i suoi interessi culturali; per oltre quarant'anni svolse i ruoli di direttrice artistica, attrice, regista e rappresentante legale. Dacia Maraini collaborò scrivendo i testi dal 1977 (Lasciami sola), al 1984 (Le figlie del defunto colonnello), fino alla traduzione, nel 1990, di Casa Matriz di Diana Raznovich. Da quel momento la vita artistica di Saviana Scalfi coincise con quella del Collettivo, il cui scopo era da lei individuato nel "costruire e portare in teatro un punto di vista femminile che nasce dalla crescente consapevolezza delle donne nella società e dalla necessità di darsi corpo e voce, linguaggi e modi di esistenza nuovi, altri, propri”.
Fu interprete e regista di quasi tutti gli spettacoli - oltre venti - che produsse con il Collettivo; in alcuni era solo interprete o solo regista, di altri solo produttrice, di due - La regina dei cartoni, scritto con Adele Cambria, Crazy Jack, scritto con Valeria Moretti - anche coautrice del testo.
Oltre all'attività di interprete e regista, fu promotrice e organizzatrice di numerosi incontri-dibattito su tematiche legate alla creatività femminile o a problemi riguardanti la condizione delle donne. Nel 1984 realizzò al Teatro delle Muse di Roma, con finanziamento della Provincia di Roma, la prima "Rassegna Internazionale di Teatro" fatto da donne e incontri-dibattito, dal titolo Palcoscenico Pensieri Parole di donne. Tra le compagnie straniere che parteciparono all'evento vi furono le britanniche Monstrous Regiment, le francesi Le Mascaron, le statunitensi Split Britches; tra le attrici italiane, Franca Rame, Paola Borboni, Valeria Moriconi.
Nel 1998 realizzò, presso la libreria Bibli di Roma, la Rassegna Recitare Libri, nella quale alla lettura interpretativa o alla messa in scena di testi narrativi, da lei riadattati, di scrittrici italiane contemporanee, come Dacia Maraini, Lidia Ravera, Lia Levi, Maria Luisa Spaziani, Luce d’Eramo, Adele Cambria, Ippolita Avalli, Elena Gianini Belotti, seguivano gli incontri delle scrittrici con il pubblico.
Dal 2005 non produsse più nuovi spettacoli, ma continuò a organizzare e realizzare eventi estemporanei, mettendo a disposizione la sua grande esperienza e il suo talento di attrice per battaglie civili o per ricordare grandi protagoniste del teatro.

### Morte
Morì il 17 novembre 2020  a Roma, per complicazioni da COVID-19, dopo 19 giorni di ricovero all'ospedale San Pietro.

## Teatro

### Regista
- Il lamento per la morte di Ignazio di Federico García Lorca, regia di Saviana Scalfi (sua prima regia), Festival dei Due Mondi di Spoleto (1963)
- Lasciami sola, quattro storie di donne di Dacia Maraini, Patrizia Carrano, Luciana Di Lello, interprete e regia di Saviana Scalfi[9] (1977)
- La casalinga è da buttare di Armanda Guiducci, Dacia Maraini, Maricla Boggio, regia di Saviana Scalfi[9] (1978)
- Due donne di provincia di Dacia Maraini, regia di Saviana Scalfi (1978) – premio de honor al Festival Internazionale di Teatro di Sitges[9]
- Maria Stuarda di Dacia Maraini, regia di Saviana Scalfi, Teatro Comunale in Fiera di Messina (1980) – premio Lisistrata al Festival Internazionale di Teatro di Sitges
- Mamma eroina di Maricla Boggio, regia di Saviana Scalfi (1983)
- Il diario intimo di Sally Mara di Raymond Queneau, regia di Saviana Scalfi (1988)
- La regina dei cartoni di Adele Cambria e Saviana Scalfi, regia di Saviana Scalfi (1985) – nel 1986 partecipa al Festival di Sitges
- Insegnami tutto Celine di Marie Pacome, regia di Saviana Scalfi (1989)
- La strada della giovinezza di Christian Giudicelli, regia di Saviana Scalfi (1990)
- Casa Matriz. Madri affitansi di Diana Raznovich, regia di Saviana Scalfi (1990)
- Cibo di Carla Vistarini, regia di Saviana Scalfi (1994)
- Capolinea di Niki Marcelli, regia di Saviana Scalfi (1997)
- La donna che vorrei come marito di Pauline Daumale, regia di Saviana Scalfi (1999)
- Ore nove lezioni di Mambo di Giordano Raggi, regia di Saviana Scalfi (2001)

### Attrice
- Re Lear di William Shakespeare, regia di Fantasio Piccoli, Stabile di Bolzano (1957-1958)
- Madame sans Gene di Sardou, Carne unica di S. Giovaninetti, compagnia Elsa Merlini- Paolo Carlini (1958-1959)
- I just wild about Henry di Henry Miller, Festival dei Due Mondi di Spoleto (1963)
- Roma, partecipa ad alcuni spettacoli dell’Avanguardia Romana, fra cui I Bandi di Aldo Braibanti (1965)
- A proposito del teatro della crudeltà,  testi di Jarry, Artaud, Genet, Weiss, regia di Carlo Quartucci, Palazzo Biscari Moncada di Catania (1965)
- Under den Linden di Roberto Roversi; Il fondo di Maksim Gor'kij; Cantata del fantoccio lusitano di Peter Weiss, Gruppo Teatro Azione di Giorgio Strehler di Milano (1968-1970)
- fonda il primo Teatro decentrato a Roma, il Teatro di Centocelle, con Bruno Cirino e Dacia Maraini: recita ne Gli anni del fascismo e Viva l'Italia di Dacia Maraini, Il mutilato di Toller, regia di B. Cirino (1971-1972)
- con altre scrittrici e intellettuali fonda il Teatro La Maddalena, primo teatro femminista in Italia: recita in Mara, Maria, Marianna di D.Maraini-E.Bruck-M.Boggio; Uguaglianza e libertà di A. Cerliani; Ecce Homo di B. Alberti (1973-1975)
- Il sipario ducale di Volponi, regia F. Enriquez, Teatro Argentina di Roma (1976)
- Lasciami sola, quattro storie di donne di Dacia Maraini, Patrizia Carrano, Luciana Di Lello, interprete e regia Saviana Scalfi (1977)
- Antigone, testo e regia di Maricla Boggio (ruolo Antigone), compagnia dell’Atto, Teatro dei Satiri di Roma (1978)
- Mela di Dacia Maraini, regia di Antonio Calenda (1982)
- Le figlie del defunto colonnello di Dacia Maraini, regia di Aldo Giuffré (1984)
- La regina dei cartoni di Adele Cambria e Saviana Scalfi, regia di Saviana Scalfi (1985)
- Crazy Jack di Valeria Moretti e Saviana Scalfi, regia di Ugo Gregoretti (1987)
- Sulla costa del Sole nella stagione dei monsoni di Jean Paul Daumas, regia di Patrik Rossi Gastaldi (1992)

### Produttrice
- Le bambinacce di Giovanni Arpino, regia di Riccardo Castagnari (1991)
- Da piccola ero molto normale, regia di Anna Maria Chio (1993)
- Tango di Francesca Zanni, regia di Francesca Zanni (2002)

## Filmografia

### Cinema
- Il tempo dell'inizio, regia di Luigi Di Gianni (1974)
- Bluff storia di truffe e di imbroglioni, regia di Sergio Corbucci (1976)
- Il... Belpaese, regia di Luciano Salce (1977)
- Nati stanchi, regia di Dominick Tambasco (2002)
- Ricordati di me, regia di Gabriele Muccino (2003)
- Belli di papà, regia di Guido Chiesa (2015)

### Televisione
- L'errore del farmacista, regia di Luciano Ricci – film TV (1971)
- Tutte le domeniche mattina, regia di Carlo Tuzii – film TV (1972)
- Posso chiamarti amore?, regia di Carlo Tuzii – film TV (2004)
- 1992 – serie TV (2015)
- Vivere – serie TV